# UPK1B
UPK1B‏ (Uroplakin 1B) هوَ بروتين يُشَفر بواسطة جين UPK1B في الإنسان.